# Edward Goll
Edward (Eduard) Goll (4. února 1884 Kadaň – 11. ledna 1949 Mont Albert, Austrálie) byl česko-australský pianista a učitel hudby.

## Život

### Mládí
Edward (Eduard) Goll se narodil 4. února 1884 v Kadani učiteli Eduardu Gollovi a jeho choti Aloysii, rozené Schmitt. Hře na klavír se učil od svého otce, hře na housle pak u Otakara Ševčíka, světově proslulého houslového virtuose a pedagoga. Goll koncertoval již ve svých devíti letech. Hru na klavír studoval dále na pražské konzervatoři a stal se jedním z pěti žáků Antonína Dvořáka. V letech 1899 až 1904 jej vyučoval také Emil Sauer, žák Ference Liszta. V roce 1904 se Goll vypravil společně s dirigentem Arthurem Nikischem na koncertní turné do Paříže a posléze koncertoval také v Anglii s Hansem Richterem a Henrym Woodem. Roku 1909 podnikl v triu s Janem Kubelíkem a Leopoldem Schwabem společné evropské houslové turné. Jelikož se stal oblíbencem a osobním přítelem rumunské královny obdržel od ní řád za zásluhy a umění.[zdroj?]

### V Austrálii
V září 1911 připlul Goll do australského Melbourne, aby zde působil jako hudební doprovod velšského tenoristy Bena Daviese. Během tohoto turné se seznámil s Julií O'Brien, rozenou Welsch, tehdy pětatřicetiletou vdovou s dítětem. Jen o několik měsíců poté se 13. února 1912 vzali v tamějším katolickém kostele Panny Marie v Hawthornu. Po svatební cestě strávené v Anglii se novomanželé usadili v říjnu 1912 v Melbourne. V té době Goll koncertoval pouze privátně a teprve v prosinci 1914 získal místo na Conservatorium of Music. Po koncertním turné s Henrim Verbrugghenem v září mu bylo nabídnuto místo na nové konzervatoři v Sydney. Už v listopadu téhož roku však přijal místo na Melbourne University Conservatorium jako klavírní sólista a vedoucí klavírního studia. Krátce na to se rovněž stal ředitelem Presbyterian Ladies' College.
Přestože se stal Goll australským občanem, setkal se po vypuknutí 1. světové války podobně jako řada jiných Australanů rakousko-uherského či německého původu s podezříváním z nepřátelství. Pomlouvačná kampaň vyvrcholila v listopadu 1916, kdy byla v časopise Graphic of Australia publikována petice sto deseti horlivých vlastenců, kteří apelovali na vedení školy Presbyterian Ladies´ College, aby byl Goll jakožto cizí a nepřátelský element propuštěn. Orgány presbyteriánské církve však jako zřizovatelé školy tyto útoky odmítaly. V letech 1922 a 1923 pobýval Goll v Evropě, kde absolvoval pod vedením světoznámého skladatele a klavíristy Eugena D'Alberta jakousi uměleckou rekonvalescenci. Odtud se vydal do USA, aby společně s Minneapolis Symphony Orchestra a svým přítelem Verbrugghenem uskutečnil profesionální turné. Vrátil se jako velký nadšenec do britské hudby. Prohlásil dokonce, že anglický hudební skladatel Arnold Bax je větším skladatelem nežli Brahms a že John Ireland je hudebním mistrem krajinomalby. Naopak předpovídal zapomnění díla Clauda Debussyho, Stravinského či Skrjabina a vyzdvihoval Maurice Ravela či Franze Schrekera. Často také nahrával, zejména pro australské a americké hudební firmy. Věnoval se též svým žákům. Mezi jeho odchovance patří například skladatelky Margharet Sutherland a Linda Phillips nebo pianistka Nancy Weir a pianista Waldemar Seidel. V roce 1927 Gollovi umírá jeho žena Julie. On sám rezignuje roku 1935 ze zdravotních důvodů na všechny své veřejné funkce. Trpěl především diabetes, ale měl také často spory s establishmentem australských hudebních ústavů. Po 2. světové válce upustil od plánovaného turné ve Spojených státech amerických. Zemřel 11. ledna 1949 na předměstí Mont Albert, Melbourne a je pochován na hlavním hřbitově v Melbourne. V Austrálii je považován za výraznou osobnost dějin hudby ve 20. století.